# Hartmut Grasmück
Hartmut Grasmück (* 18. August 1955) war von 2014 bis 2017 Polizeipräsident von Heilbronn.

## Beruflicher Werdegang
Nach Angaben des Innenministeriums Baden-Württemberg nahm Hartmut Grasmück 1974 den Polizeidienst der Landespolizei von Baden-Württemberg im mittleren Dienst auf. 1979 stieg er in den gehobenen Dienst auf, 1988 in den höheren Dienst. Von 1988 bis 1994 war er am Landeskriminalamt von Baden-Württemberg. 1994 wechselte er zur Fachhochschule in Villingen-Schwenningen. 1995 kehrte er zum Landeskriminalamt zurück. Dort wurde er Leiter der Stabsstelle (Referat 011). Die Jahre von 1996 bis 2003 verbrachte er im Innenministerium von Baden-Württemberg. Zunächst war er dort stellvertretender Leiter des Referats 32, dann Leiter des Referats 33. 2004 wurde er Leiter der Polizeidirektion Heilbronn. Im September 2006 wechselte er wieder in das Innenministerium, stieg zum Landeskriminaldirektor auf und wurde Leiter des Referats 32.
Seit Januar 2014 war er Polizeipräsident von Heilbronn und ging mit Ablauf des Monats September 2017 in den Ruhestand. Nachfolger wurde sein bisheriger Stellvertreter, Hans Becker.